# Misery Business
Misery Business —en español: «Negocio de miseria»— es una canción interpretada por la banda estadounidense de rock alternativo Paramore, e incluida en su segundo álbum de estudio Riot!. Fue lanzada como primer sencillo de dicho álbum el 15 de julio de 2007 por Fueled by Ramen. La canción fue escrita por Hayley Williams y Josh Farro, mientras que su producción estuvo a cargo de David Bendeth. El videoclip fue dirigido por Shane Drake, siendo la tercera vez que él dirige un video de la banda. El video fue nominado en la categoría "Mejor Video" de los premios Kerrang! Awards 2007, pero perdió contra «This Ain't a Scene, It's an Arms Race» de Fall Out Boy.

## Composición y lanzamiento
«Misery Business» fue compuesta por Hayley Williams y Josh Farro, vocalista y guitarrista de Paramore, respectivamente, mientras que su producción estuvo a cargo de David Bendeth. La grabación del tema, junto a todo el álbum Riot!, se realizó en el estudio de grabación House of Loud en Nueva Jersey. Williams escribió la canción sobre la base de una historia verdadera, en la que una joven «manipuló» a uno de sus amigos. Asegura que —a pesar de las líneas «But God does it feel so good... To steal it all away from you now. And if you could then you know you would. Cause God it just feels so... It just feels so good»— la letra no va dirigida hacia Dios, y que lamenta mencionar su nombre en vano.

## Video musical
El video de la canción fue dirigido por Shane Drake. Muestra cómo en una escuela una chica mala hace de las suyas hasta ser finalmente humillada por Williams. Se intercalan escenas de la banda interpretando la canción en una habitación negra con la palabra «riot», nombre del disco, escrito por todos lados.

## Recepción

### Desempeño comercial
En la semana final 25 de junio de 2007, "Misery Business" logró debutar en #99 en el Billboard Hot 100. En la semana siguiente, la canción subió 13 posiciones para llegar a #86. Debido a la creciente descargas digitales durante el mes de agosto de 2007, en particular durante la segunda mitad del mes, volvió a entrar en el Billboard Hot 100 durante la semana de 6 de septiembre de 2007 en la posición #34. Este fue el pico de "Misery Business" hasta la semana del 5 de enero de 2008, cuando la canción llegó a la posición #31. Su pico actual en el Hot 100 de Billboard es #26. También alcanzó el #3 en la lista Hot Modern Rock Tracks. La canción fue certificada platino en los Estados Unidos el 17 de septiembre de 2008, con más de 1.000.000 descargas digital . En diciembre de 2010, la canción alcanzó la marca de 2 millones de descargas pagadas. En 2009, la canción fue certificada platino en Australia por ventas de más de 15.000 ejemplares, en Nueva Zelanda, la canción fue certificada oro el 1 de febrero de 2008, con más de 7500 ejemplares.
El sencillo fue relanzado en el UK Accorto Record Store el 11 de febrero de 2008 e incluía tres discos de vinilo. Fue un éxito en muchos países incluyendo México, Argentina, Chile, Brasil y otros. 
Hasta la fecha, el sencillo ha alcanzado la posición #17 en el UK Singles Chart. "Misery Business" también ha debutado en el Dutch Top 40 , alcanzando la posición #23 y la #28 en Finlandia.
Alternative Press nombró a "Misery Business" video del año en 2007.

#### Posicionamiento en listas
| Listas (2007-08)                 | Mejor posición |
| -------------------------------- | -------------- |
| Australian Singles Chart         | 65             |
| Canadian Hot 100                 | 67             |
| German Singles Chart             | 79             |
| Dutch Top 40                     | 28             |
| UK Singles Chart                 | 17             |
| U.S. Billboard Hot 100           | 26             |
| U.S. Billboard Pop Songs         | 12             |
| U.S. Billboard Adult Pop Songs   | 31             |
| U.S. Billboard Alternative Songs | 3              |

#### Certificaciones
| País           | Organismo certificador | Certificación |
| -------------- | ---------------------- | ------------- |
| Australia      | ARIA                   | Platino       |
| Estados Unidos | RIAA                   | Platino       |
| Nueva Zelanda  | RIANZ                  | Oro           |

## Formato
| Sencillo en CD |                                     |          |  |
| N.º            | Título                              | Duración |  |
| 1.             | «Misery Business»                   | 3:18     |  |
| 2.             | «Stop This Song (Love Sick Melody)» | 3:23     |  |

## Apariciones en la cultura popular
En varios medios
- La canción fue utilizada en la Pro League profesional de StarCraft Shinhan Bank.
- La canción fue utilizada en un episodio de la telenovela británica Hollyoaks en marzo de 2008 ("Born for This" también fue utilizado en otro episodio en septiembre de 2008 y, posteriormente, "Hallelujah" en octubre de 2008).
- La canción es una pista jugable en el juego Guitar Hero World Tour, en la que Hayley Williams también es un personaje jugable, así como en Rock Band 3.
- La canción aparece en el videojuego de 2008 Saints Row 2.
- La canción aparece en la banda sonora del videojuego NHL 08.
- La canción está en un episodio de la séptima temporada de Degrassi: The Next Generation, y se incluye en la música de la banda sonora Music from Degrassi: The Next Generation.

Covers
- La concursante de The Voice Charlotte Sometimes hizo cover de la canción en vivo durante la primera ronda.
- La banda de Metalcore, Sea of Treachery, ha cantado "Misery Business". Williams comentó para elogiar su versión de la canción.
- Aaron Marsh de Copeland hizo un cover en vivo. Williams señaló elogiando la versión en Twitter.
- Travis Barker de blink-182 y el rapero Machine Gun Kelly (rapero) lanzaron un cover de la canción en 2020.

Otras referencias
- Los Professional Bull Riders tour profesional cuenta con un toro llamado Misery Business.